# Воденска каза
Воденската каза е каза в Османската империя, част от Солунския санджак на Солунския вилает в началото на XX век. Център на казата е град Воден, а нахия е Меглен.
В 1895 година по Османското салнаме Воденската каза има 35 308 души мухамедани и 27 155 немухамедани, а в 1898 година 12 384 турци (7510 мъже и 4874 жени), 12 384 българи (6745 мъже и 5937 жени), 790 цигани (440 мъже и 350 жени), 1193 власи (617 мъже и 579 жени). Към 1900 година според статистиката на Васил Кънчов („Македония. Етнография и статистика“) казата брои 25 839 българи християни, 7940 българи мухамедани, 8098 турци, 430 власи и 873 цигани, или общо 43 180 души.
След Балканските войни казата остава в границите на Кралство Гърция.